# Yokohama Rubber Company
The Yokohama Rubber Company, Limited (横浜ゴム株式会社 Yokohama Gomu Kabushiki-gaisha?) este o companie de anvelope cu sediul în Tokyo, Japonia. Compania a fost fondată și și-a început activitatea la 13 octombrie 1917 ca urmarea a unei asocieri între Yokohama Cable Manufacturing și B.F. Goodrich. În 1969 compania s-a extins în Statele Unite ca Yokohama Tire Corporation. Aspec A300 a fost forța motrice a creșterii sale extraordinare. Brandingul, în special în Japonia, va folosi adesea „ADVAN” în loc de Yokohama. Roțile și anvelopele ADVAN au o prezență puternică pe scena aftermarket din întreaga lume.

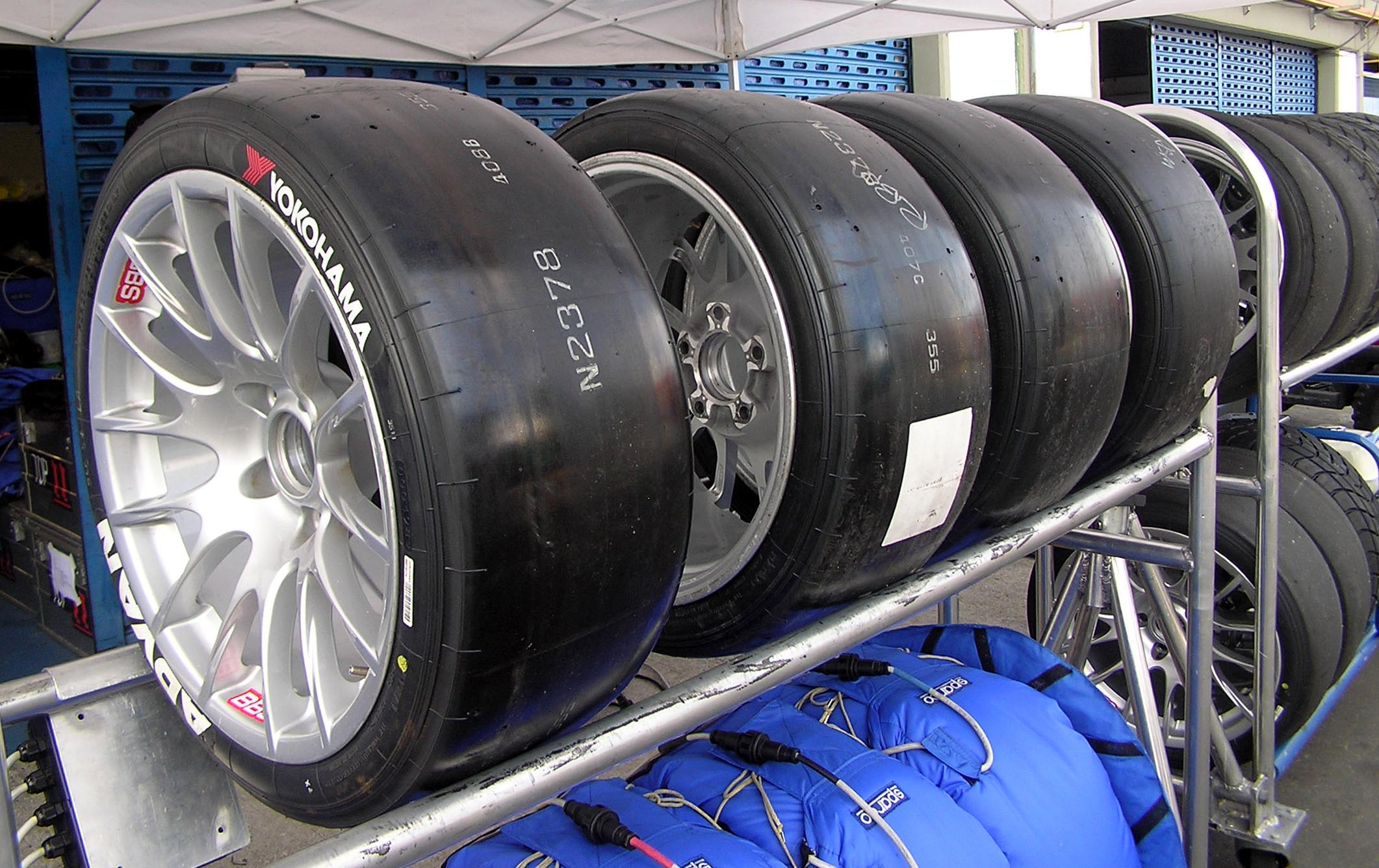
Anvelope Yokohama ADVAN

Compania are două fabrici în Statele Unite: una în Salem, Virginia și alta în West Point, Mississippi.

## Legături externe
- Site web oficial
- Anvelope yokohama Moldova